# Csabaszabadi
Csabaszabadi là một thị trấn thuộc hạt Békés, Hungary. Thị trấn này có diện tích 32,71 km², dân số năm 2010 là 351 người, mật độ 11 người/km².